# Senador José Porfírio (kommun)
Senador José Porfírio är en kommun i Brasilien.   Den ligger i delstaten Pará, i den centrala delen av landet, 1 400 km norr om huvudstaden Brasília. Antalet invånare är 12 998.
Följande samhällen finns i Senador José Porfírio:
- Senador José Porfírio

I omgivningarna runt Senador José Porfírio växer i huvudsak städsegrön lövskog. Trakten runt Senador José Porfírio är nära nog obefolkad, med mindre än två invånare per kvadratkilometer.